# Ай Цин
Ай Цин (кит. 艾青, пиньинь Aì Qīng; наст. имя Цзян Чжэнхань (кит. упр. 蔣正涵, пиньинь Jiǎng Zhènghán); 27 марта 1910 — 5 мая 1996) — китайский поэт XX века.

## Биография

### Детство и юность
Родился в провинции Чжэцзян в семье помещика, но в первые несколько лет своей жизни воспитывался в крестьянской семье кормилицей Да Яньхэ (大堰河), которой впоследствии посвятил одну из своих поэм («Да Яньхэ — моя кормилица» 《大堰河—我的保姆》1936 года).
После окончания средней школы продолжил обучение в Академии художеств в г. Ханчжоу (杭州國立藝術院). В юношестве хотел стать художником, поэтому убедил отца в необходимости получения художественного образования во Франции — с 1929 по 1932 год учился во Франции.
Ко времени пребывания в Европе относятся первый стихотворный опыт поэта и знакомство его с произведениями С. А. Есенина, А. А. Блока, В. В. Маяковского, Э. Верхарна.

### Ранние годы творчества
Почти сразу после возвращения в Китай Ай Цин уехал в Шанхай. Там он вступил в Лигу левых художников (中國左翼美術家聯盟).
В 1932 году был арестован Гоминьдановской полицией за подпольную художественную и литературную деятельность и приговорен к шести годам каторжной тюрьмы, был выпущен досрочно в 1935 году. Во время заключения принял окончательное решение посвятить свою жизнь поэтическому творчеству, поскольку оно, на его взгляд, обладало большими, нежели живопись, художественными возможностями. Созданные Ай Цином во время тюремного заключения произведения — «Ночь в тюремной камере» 《監房的夜》, «Париж» 《巴黎》, «Марсель» 《馬賽》и др. — отличаются влиянием французского символизма.
В связи с началом войны Сопротивления Японии 1937—1945 гг. и популяризацией произведений, предельно доступных по содержанию широким массам, Ай Цин написал такие работы, как «Улыбка» 《笑》, «Разговор с углем» 《煤的對話》, «Весна» 《春天》, проникнутые тревогой за судьбу страны, высокой оценкой жертвенности китайских солдат, верой в народ и мирное будущее.
Спустя некоторое время Ай Цин написал стихотворения «Снег падает на землю Китая…» 《雪落在中國的土地上》1937 г., «Женщина чинит одежду» 《補衣婦》1938 г., а также поэмы «Север» 《北方》1938 г., «Человеческая кожа» 《人皮》, «К Солнцу» 《向太陽》1938 г., «Он умер во второй раз» 《他死第二次》1939 г.
В 1941 году Ай Цин перебрался в Яньань и вступил в КПК. В 1942 г. там открылось совещание членов партии по вопросам литературы и искусства (延安文藝座談會), где Мао Цзэдун настаивал на поддержке политики «чистки», в рамках которой вместе с другими литераторами Ай Цин был подвергнут обвинению якобы за инакомыслие.
Результатом совещания 1942 г. стало провозглашение сугубо политических целей литературы, в связи с чем резко упала творческая активность как Ай Цина, так и многих других деятелей литературы, вынужденных каяться в инакомыслии.
Тем не менее, ещё в рамках работы в Яньане поэт посвятил несколько своих произведений Великой Отечественной войне (поэму «Зоя», «Защитим Сталинград», «Октябрьские поздравления»).

### Зрелое творчество поэта
После образования КНР в 1949 году быстро развивались отношения сотрудничества между СССР и КНР, и Ай Цин, вдохновленный визитом в Москву, в 1953 году выпустил сборник «Рубиновые звезды» 《寶石的紅星》, посвящённый И. В. Сталину и героям Великой Отечественной войны.
В 1954 году поэт совершил поездку в Чили, во время которой написал такие произведения, как «Свобода», «Рифы» 《礁》, «В чилийских фиордах» 《在智利的海岬上》, «На пачке чилийских сигарет» и др. Спустя всего несколько лет, в 1958—1960 гг., в рамках «большого скачка» в культуре критики объявили эти работы чрезмерным интересом ко всему иностранному, призывом к интернационализму и т. д.

### Период политических репрессий
В 1958 году литературный критик Яо Вэньюань в сборнике «О ревизионистской волне в литературе» причислил Ай Цина наряду с другими поэтами и литераторами к «правым элементам». Все они были обвинены в индивидуализме, потакании иностранному, отрыве от народа, ревизионизме и т. д.
И хотя в 1961 году с Ай Цина и ещё нескольких литературных деятелей был снят ярлык «правых элементов», издательства не решались печатать его произведения, картина его изоляции оставалась практически такой же.
Ещё менее благоприятный этап для него наступил после начала «культурной революции» 1966—1976 гг. Ай Цин был сослан в пров. Синьцзян для «перевоспитания трудом», где должен был работать ассенизатором. Лишь в 1972 Чжоу Эньлаю удалось ослабить этот режим, и Ай Цин с семьей перебрался в общежитие в Шихэцзы.
К 1976 году в связи с болезнью поэту разрешили вернуться в г. Пекин. Стихийно возникшие в этот же год апрельские демонстрации в честь памяти премьера Чжоу Эньлая на пл. Тяньаньмэнь были жестоко подавлены властями. Но они, как известно, вылились в ещё больший протест против «четверки» пекинского режима, которая впоследствии была свергнута и осуждена за «перегибы» политики «культурной революции».

### После «культурной революции»
Спустя несколько лет, когда в Китае был предпринят курс на политику реформ и открытости, последовала и своеобразная «оттепель» культурной жизни в КНР. В творчестве Ай Цина тоже возник новый виток развития.
Его политическая реабилитация произошла в 1978 году. В 1980 г. вышла в свет его книга «Песни возвращения» 《歸來的歌》, включившая в себя, например, поэму — отклик на события 1976 г. на пл. Тяньаньмэнь под названием «На гребне волны» 《在浪尖上》. Почти одновременно с этой поэмой появилась и другая — «Гимн свету» 《光的讚歌》, где воспеты идеи жертвенности, самоценности человека и его огромных созидательных возможностей.
В 1979 году Ай Цин посетил ФРГ, Австрию, Италию, Францию, США; он принял участие в Международной конференции по китайской литературе войны Сопротивления. Вышли его сборники «Разноцветные стихи» 《彩色的詩》, «Песни», «Избранное» 《詩選》, «Зарубежные стихи» и др.
В 1985 году был награждён литературной премией президентом Франции Франсуа Миттераном.
В 1996 году скончался в больнице в Пекине.

## Особенности творчества

### Военный период 1937—1945 гг.
В период антияпонской войны 1937—1945 гг. Ай Цин преподавал в университетах и школах, регулярно перемещаясь в связи с угрозой захвата городов японскими войсками, а также поддерживал движение за декламационную поэзию, призванную поднимать дух бойцов фронта.
Поэзия Ай Цина за годы войны 1937—1945 гг. стала, прежде всего, гражданственной и патриотичной. До 1941 г. в этом направлении были созданы наиболее прославленные работы Ай Цина: поэмы «К Солнцу»《向太陽》, «Он умер во второй раз» 《他死第二次》, «Снег падает на землю Китая», «Факел» 《火把》.
После переезда в центр освобождённых районов г.Яньань в 1941 г. Ай Цин вступил в КПК, но довольно быстро отмежевался от главенствующих идей партии из-за неприятия утилитарного понимания произведений искусства. Взгляды Ай Цина прозвучали в его статье «Понимать писателя, уважать писателя» 1942 г.
В ходе дальнейшей кампании по «упорядочиванию стиля работы» 1942—1943 гг. (整風, чжэнфэн), инициированной Мао Цзэдуном, Ай Цин подвергся серьёзной критике за стремление к индивидуализму в творчестве.
Внутренне испытывая разногласия с нажимом партии и «идеями Мао Цзэдуна», Ай Цин все же признал общую правильность призывов к необходимости писать для народных, рабочих и солдатских масс и работал, в том числе, и в русле агитационной поэзии.
Ай Цин, как и многие, находился под влиянием личности Мао Цзэдуна, которому он посвятил, по крайней мере, одно известное одноимённое стихотворение 《毛澤東》, упомянутое Л. Е. Черкасским в работе «Ай Цин — подданный Солнца».
Помимо этого, за четыре года пребывания в г. Яньане были написаны поэмы «О моем отце»《我的父親》1943 г., «Весть о рассвете»《黎明的通知》1943 г., ряд произведений, посвящённых Советскому Союзу, наиболее выдающейся среди которых является поэма «Зоя» 1942 г., посвящённая подвигу девушки-символа борьбы против фашизма — Зои Космодемьянской.
Интересной с позиции проблемы ценностей общества является поэма «О моем отце», в которой Ай Цин пишет о непримиримом разделении взглядов «отцов и детей» — извечной проблеме взаимоотношения поколений. В работе это столкновение усиливается постановкой конкретных исторических рамок кризиса — революционного движения в Китае начала XX в. «Отец» и «сын» представлены как сторонники соответственно беззаботной жизни, консерватизма, реакционных взглядов с одной стороны и революционного подъёма, борьбы за новую власть, движения вместе со своим временем с другой.
В поэме идёт речь не столько о классовых, сколько о нравственных ценностях. Безучастность к судьбе страны, равно как и жадное накопительство, эксплуатация зависимого крестьянского населения, вызывают полное и осознанное неприятие сыном отца. Но образ отца не предстаёт исключительно негативным в этой работе; он вызывает и жалость, поскольку выступает фактически как образ человека, упорно следовавшего традициям, существовавшим в Китае на протяжении столетий.
Кроме этого, Ай Цин посвящал отдельные свои работы пропаганде идей КПК, например, «Обращаюсь к миру» 《向世界宣佈吧》1942 г.:
Но правительство наше не знает ни краж, ни подлогов,
Не имеет чиновников, ворующих у народа
В таком приподнятом духе поэтом обрисованы также и отношения между людьми в обществе, проблемы бедности, проституции, голода и т. п.
В 1950-е годы агитационный аспект в поэзии Ай Цина сохранялся, в особенности в первые годы после образования КНР.

### Поэзия первых лет после образования КНР
Этот этап стал для Ай Цина попыткой сочетания политической работы с поэтической. Основными темами стали призыв к мирной жизни и послевоенному восстановлению, к сохранению ценностей гуманности, любви, защиты детства.
Выпущенный Ай Цином в 1950 г. сборник «Рубиновые звезды» отличает тематика воспевания социалистической яви, отражены восторженные впечатления поэта об этой всесторонней материальной и технической помощи КНР со стороны СССР.
Следующий цикл в творчестве данного периода связан с поездкой Ай Цина в Южную Америку. С предыдущими работами его связывают идеи социалистических ценностей, отстаивание их правильности, а также идеи интернационализма.
Отличает же этот этап значительный уклон на обличение буржуазных капиталистических «перегибов».
В рамках этого цикла была создана поэма «Атлантический океан» 《大西洋》 1954—1956 гг., построенная на антитезе, разделившей работу на две части — первую, критикующую капиталистические пороки, и вторую, воспевающую идеи интернационализма и объединения ради дальнейшей борьбы за светлое будущее.
Едкой сатирой на капиталистические ценности стало другое стихотворение под названием «Свобода» 1954 г., тематически схожее с первой частью поэмы «Атлантический океан». Идеи обманчивости капиталистических ценностей звучали и в стихотворении «На пачке чилийских сигарет» 1956 г.
О задачах, которые поэт ставил перед собой в данный период, лаконично сказано в монографии «Судьбы культуры КНР (1949—1974)»:

### Позднее творчество
Заключительный этап творчества Ай Цина был довольно продуктивным. Сразу же после реабилитации в 1978 году Ай Цин написал стихотворение «Красный флаг» 《紅旗》, открывшее новый этап его творчества.
В 1978 и 1979 годах он посетил промышленные центры Аньшань, Дацин, побывал на юге, на острове Хайнань, в Гуанчжоу и отовсюду привозил стихи… Ай Цин работает много и упорно, ничего не забывает, ничего не прощает и не упрощает… Вновь и вновь осмысливает он трагедию своей страны с позиции сегодняшнего дня и тех радикальных перемен, которые происходят.
Будучи представителем поэзии старшего поколения, Ай Цин присоединился к течению «обличительной литературы» (暴露文學, баолу вэньсюэ), которая отважилась на критику «культурной революции» и её последствий. Первым течением, заявившем о себе, стала «литература шрамов» (傷痕文學, шанхэнь вэньсюэ).
В рамках этих направлений Ай Цином были созданы работы «Престиж истории» 1980 г., «Миниатюрные сады» 1979 г. Спустя некоторое время в творчестве Ай Цина вновь зазвучали жизнеутверждающие мотивы, стремление изменить жизнь к лучшему и вера в народ. Поэт радуется произошедшим после окончания «культурной революции» в стране переменам, твердо верит в их вдохновляющую силу. Этим мотивам посвящены работы «Вера» 1978 г., «Навстречу весне пленительной…» 197] г. и т. д.

## Семья
- Ай Вэйвэй (1957) — сын, современный китайский художник и архитектор, куратор и критик, основатель и директор «China Art Archive & Warehouse»[4].

## Переводы на русский
- Ай Цин. Весть о рассвете: Стихи и поэмы / Пер. А. Гитовича; Предисл. В. Петрова. М., 1952
- Ай Цин. Слово солнца. Избранные стихотворения / Пер. Л. Е. Черкасского. — М.: Радуга, 1989.
- Ай Цин. [Стихи] / Пер. Г. Ярославцева, Л. Черкасского, И. Голубева, М. Басманова // Поэзия и проза Китая XX века. О прошлом для будущего: Сб. М., 2002, с. 108—128, 182—189, 261—280. [Да Яньхэ — моя кормилица; Снег падает на землю Китая; Север; Женщина чинит одежду; К солнцу; Ноша; Песня ветра; Старая сосна]